# Centre d'accueil et de recherche des Archives nationales
Centre d'accueil et de recherche des Archives nationales, zkráceně CARAN (tj. Návštěvní a badatelské centrum Národního archivu) je spolu s paláci Soubise a Rohan jednou z budov Národního archivu v Paříži ve čtvrti Marais. Nachází se na adrese Rue des Quatre-Fils č. 11 ve 3. obvodu. Centrum bylo postaveno v letech 1986–1988 jako studovna a čítárna pro badatele v Národním archivu.

## Historie
Národní archiv měl až do otevření centra několik studoven rozmístěných po komplexu tím, jak se postupně zvyšoval počet badatelů. Tato situace byla neuspokojivá a proto se v roce 1975 nově jmenovaný generální ředitel Jean Favier rozhodl vytvořit jednotný prostor pro studium archiválií, s výjimkou map a plánů.
Od roku 1976 pracoval Claude Aureau (architekt Národního archivu v letech 1978–1986) na projektu výstavby nového centra. Jednalo se o rozšíření fasády paláce Boisgelin přístavbou do zahrad paláce Rohan. Projekt byl schválen teprve po šesti letech v roce 1982, kdy byl ministrem kultury Jack Lang.
Realizace stavby znamenala řadu omezení. Národní archiv se nachází v chráněné oblasti Le Marais. Proto bylo nutné stavět na Rue des Quatre-Fils tak, aby se fasáda mohla začlenit mezi palác Boisgelin a hlavní depozitáře Napoleona III. Architekt také musel návštěvníkům poskytnout přístup do zahrady paláce Rohan při respektování bezpečnosti archivu. Ústředním bodem projektu byla otevřenost veřejnosti.
Architektonická soutěž byla vyhlášena v roce 1983 a přihlásili se tři kandidáti: Stanislas Fiszer, Daniel Kahane a Fernand Pouillon. Odborná porota, které předsedal Claude Aureau, vybrala návrh francouzského architekta polského původu Stanislase Fiszera.
Stavební práce byly složité. Jednak bylo třeba nejprve strhnout původní zástavbu a rovněž vybudovat síť podzemních tunelů, které by spojovaly centrum s archivními depozitáři. Po dokončení demolic byla v březnu 1986 zahájena výstavba nové budovy. Její stavba trvala dva roky.

## Architektura

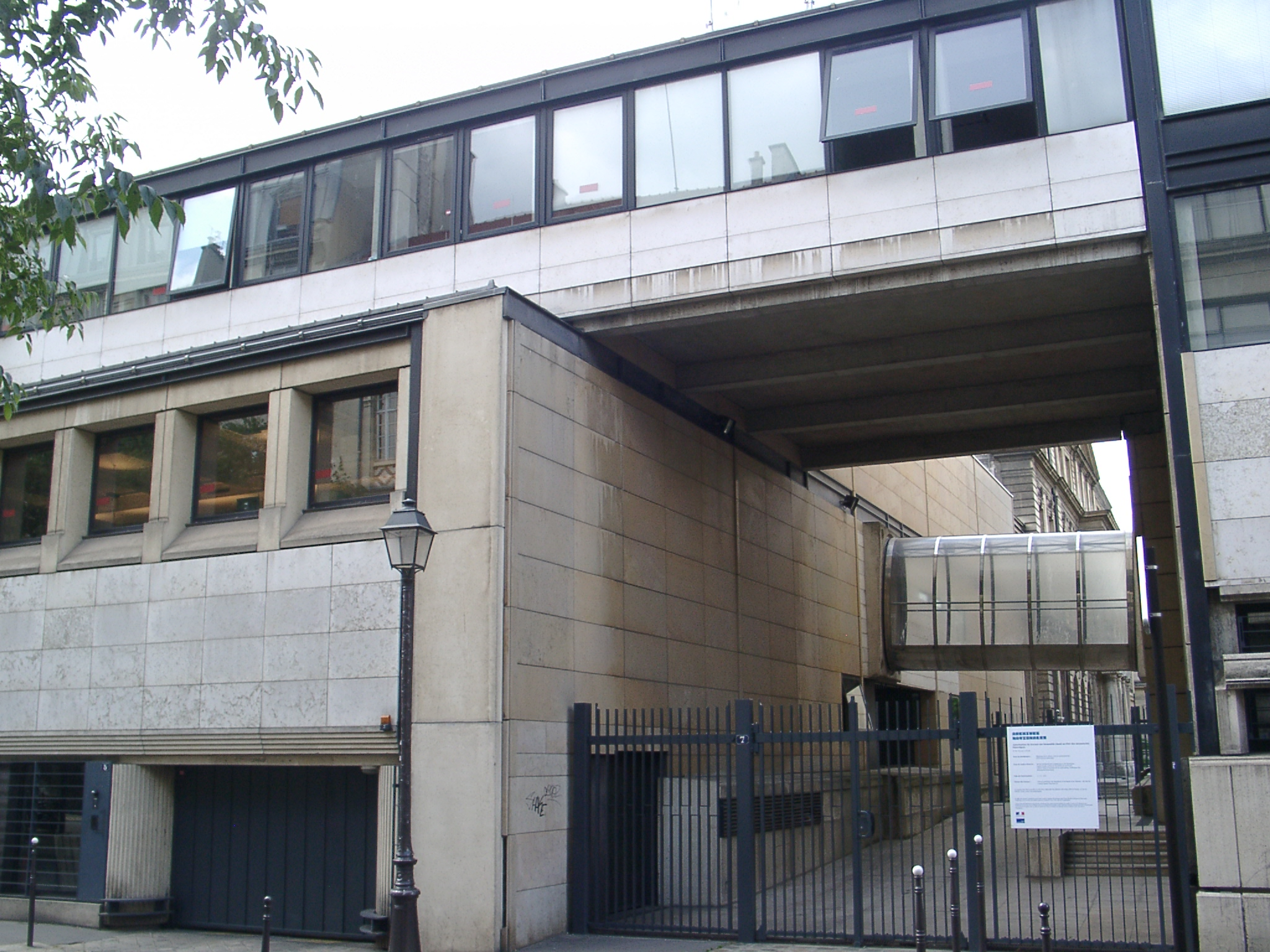
Pohled z ulice

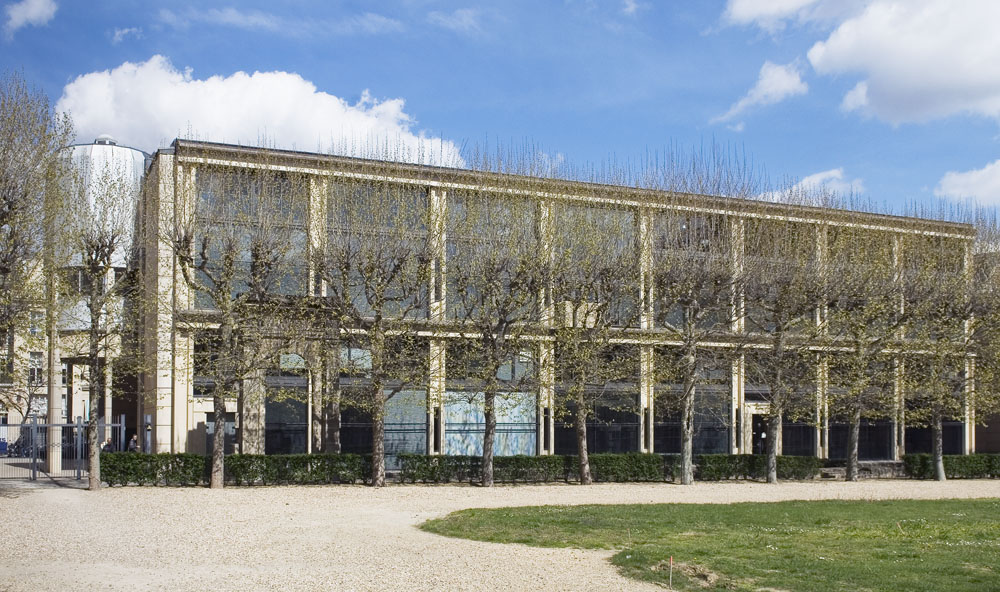
Pohled ze zahrad

CARAN se skládá z hlavní budovy (grand CARAN) poblíž hlavních depozitářů a přístavby zvané petit CARAN, spojené s hlavní budovou v prvním patře a vyhrazené pro specializované služby.
Do ulice je CARAN obložen obdobným kamenem jako sousední stavby. Do průčelí na zahradě byla umístěna původní monumentální brána strojní haly bývalé Národní tiskárny.
Uvnitř má CARAN dvě hlavní patra sedm metrů vysoká, asymetricky protnutá mezaniny, které tak tvoří čtyři patra a dva suterény. Ve vstupní hale jsou velká okna s výhledem do zahrady. Studovna v prvním patře měla původně přes 300 míst pro studium archiválií. Předkládání archiválií tak probíhá mezi depozitáři a studovnou za optimálních bezpečnostních podmínek. Ve třetím patře byla místnost pro předkládání mikrofilmů vybavená 120 čtecími zařízeními. Malý CARAN nabízel studovnu pečetí, centrum onomastiky a výzkumné centrum CNRS věnované topografii Paříže.
Po dvou letech práce byl CARAN slavnostně otevřen 23. března 1988 za přítomnosti tehdejšího ministra kultury Françoisa Léotarda.
V letech 2001–2005 prošel CARAN modernizací infrastruktury studovny. V roce 2013 došlo k dalším úpravám s přihlédnutím k přesunu některých archivních fondů z pařížského sídla Národního archivu do nového areálu v Pierrefitte-sur-Seine. Ve druhém patře zůstal výzkum v originálních dokumentech spolu se studiem v inventářích, zatímco centrum sfragistiky, onomastiky a topografie Paříže se přesunulo do prvního patra.